# Nandus prolixus
Nandus prolixus és una espècie de peix pertanyent a la família Nandidae.

## Hàbitat
És un peix d'aigua dolça, bentopelàgic i de clima tropical.

## Distribució geogràfica
Es troba a la conca del riu Sepilok (el nord-est de Borneo, Malàisia).

## Observacions
És inofensiu per als humans.